# Malvalette
Malvalette település Franciaországban, Haute-Loire megyében. Lakosainak száma 882 fő (2022. január 1.). Malvalette Rozier-Côtes-d’Aurec, Saint-Maurice-en-Gourgois, Aurec-sur-Loire, Bas-en-Basset és La Chapelle-d’Aurec községekkel határos.

## Népesség
A település népességének változása:
| Lakosok száma | 257  | 292  | 345  | 626  | 783  | 813  | 835  | 846  | 858  | 882  |
|               | 1968 | 1982 | 1990 | 2006 | 2013 | 2015 | 2017 | 2019 | 2020 | 2022 |